# 蒙雷阿勒 (阿尔代什省)
蒙雷阿勒（法語：Montréal，法語：[mɔ̃ʁe.al] ⓘ）是法国阿尔代什省的一个市镇，属于拉让蒂耶尔区。

## 地理
蒙雷阿勒（44°31'43"N, 4°17'34"E）面积6.15 平方千米，位于法国奥弗涅-罗讷-阿尔卑斯大区阿尔代什省，该省份为法国东南部内陆省份，北起顺时针与卢瓦尔省、伊泽尔省、德龙省、沃克吕兹省、加尔省、洛泽尔省和上盧瓦爾省接壤。
与蒙雷阿勒接壤的市镇（或旧市镇、城区）包括：绍宗、拉博姆、拉让蒂耶尔、维瓦赖地区洛拉克、萨尼亚克、于泽尔。

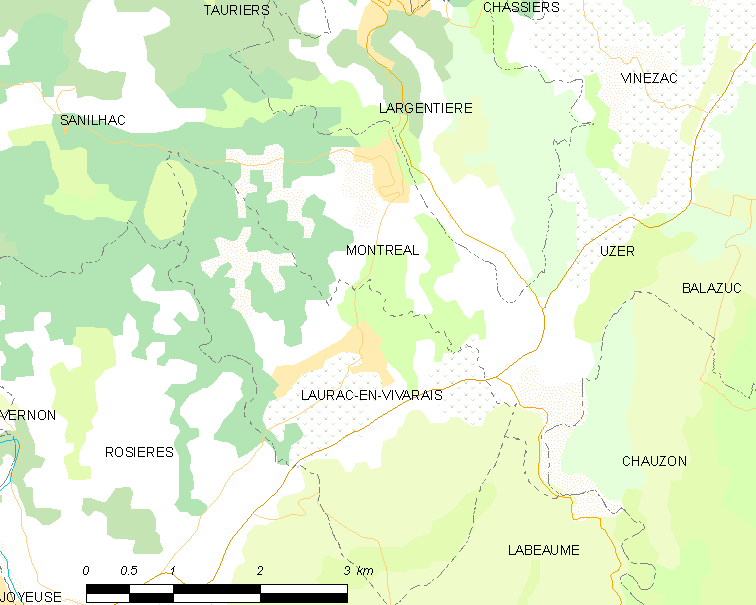
的OSM定位图

蒙雷阿勒的时区为UTC+01:00、UTC+02:00（夏令时）。

## 行政
蒙雷阿勒的邮政编码为07110，INSEE市镇编码为07162。

## 政治
蒙雷阿勒所属的省级选区为瓦隆蓬达尔克县。

## 人口

1962-2008年间人口变化图示

蒙雷阿勒于2022年1月1日时的人口数量为569人。